# Mayéyé (district)

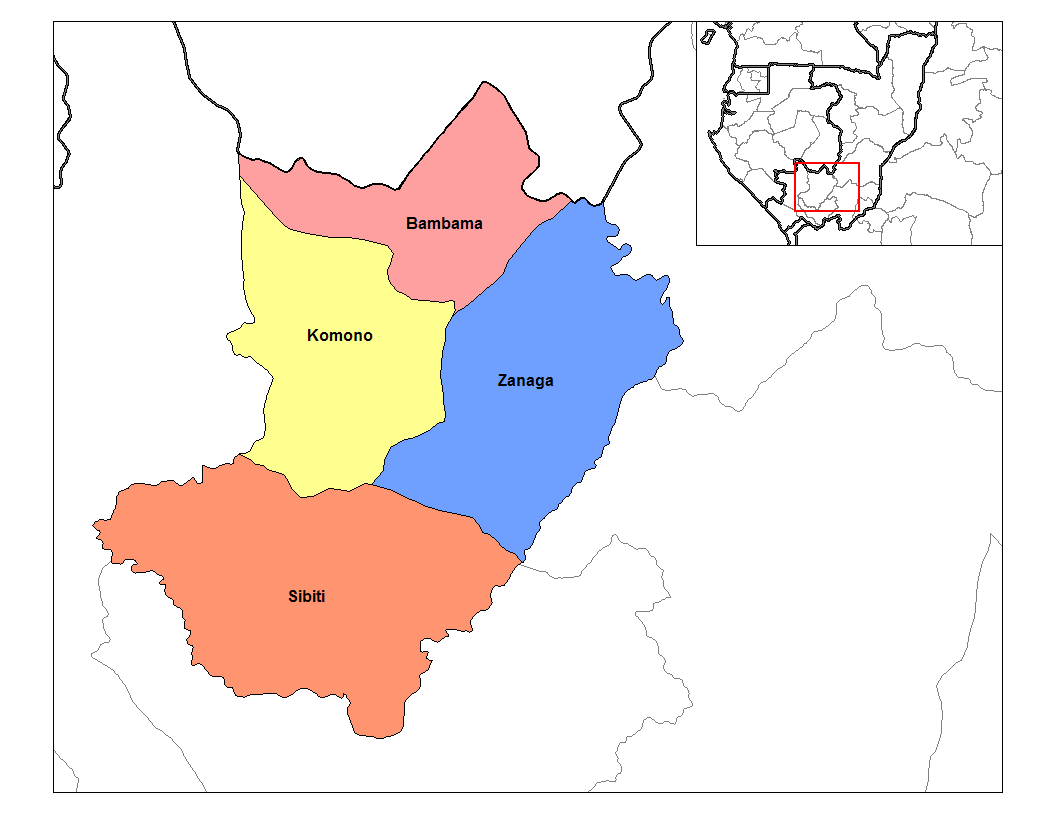
Carte des districts du département de la Lékoumou

Le district de Mayéyé est un district du département de la Lékoumou au sud-ouest de la république du Congo, ayant pour chef-lieu la ville de Mayéyé.